# Mahdi Yovari
Mahdi Yovari (9 juni 1997) is een Afghaans schutter, actief op de 10 meter luchtgeweer. 

## Biografie
Yovari verliet op 17-jarige leeftijd zijn geboorteland voor Iran. Daarna zocht hij asiel in verschillende landen. In Lausanne werd hij opgemerkt door drievoudig Olympisch kampioen Niccolò Campriani. Deze laatste nam hem onder zijn hoede via het 'Make a Mark'-project. Hij haalde de Olympische limiet en mocht zo deelnemen aan de Olympische Zomerspelen 2020 in Tokio. Hij nam deel aan de 10 meter luchtgeweer waar hij 47e eindigde. 

## Resultaten

### 10 m luchtgeweer
- 2019: 56e Aziatische kampioenschappen
- 2021: 47e OS